# Luzzu

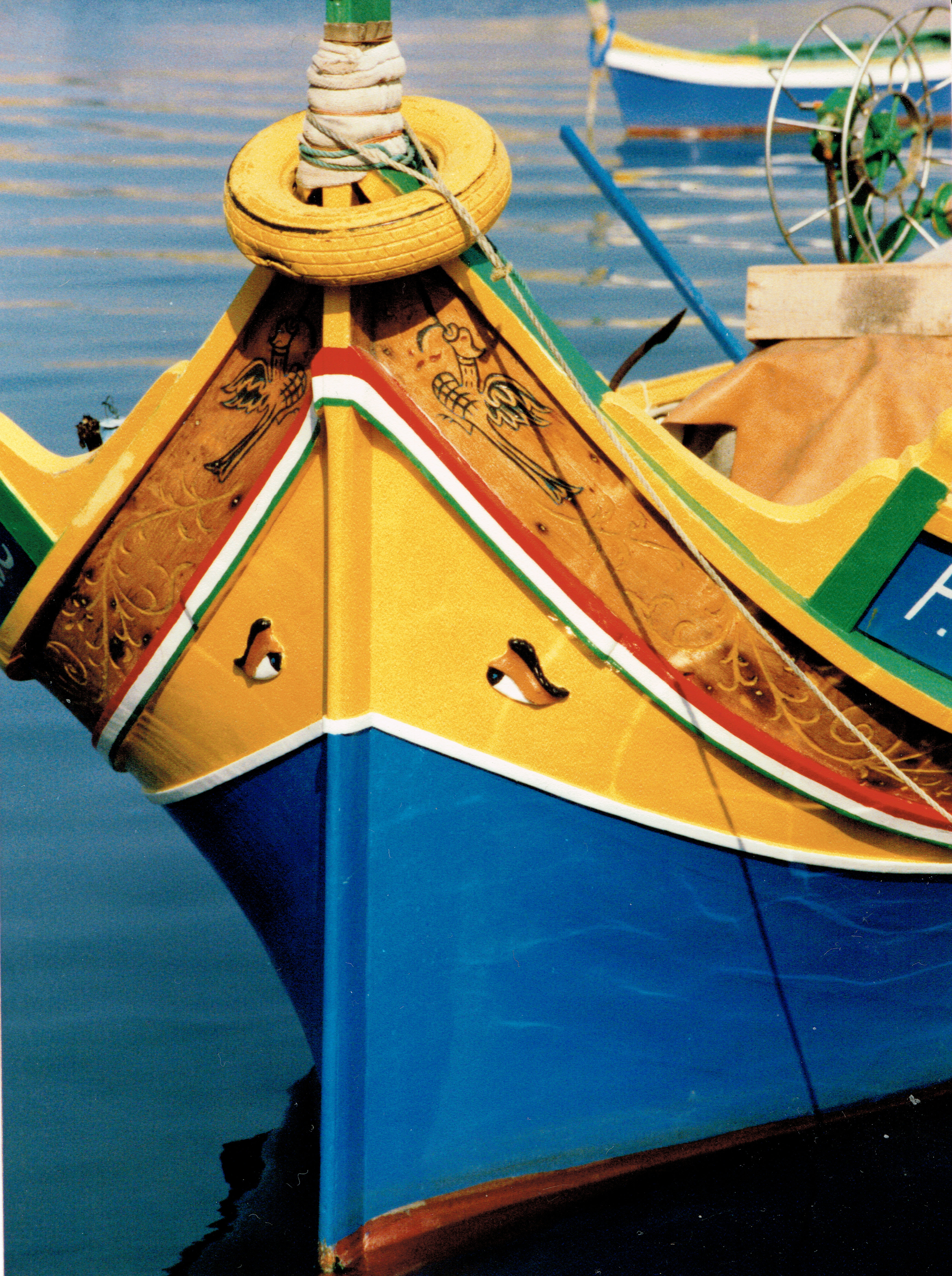
Luzzu-Bug mit den typischen Augen

Als Luzzus bezeichnet man die typischen Fischerboote auf Malta. Für ein anderes, sehr ähnliches Boot verwendet man die Bezeichnung dgħajsa bzw. dhajsa.
Sie sind traditionell am Bug mit Augen verziert, die entweder das Horusauge oder die Augen des Osiris, des ägyptischen Totengottes, darstellen. Diese sollen die Fischer vor Gefahren schützen. Allerdings tragen die Boote in der Regel christliche Namen.
Sie sind meistens sehr farbenfroh bemalt und ein beliebtes Fotomotiv für viele Touristen. Waren sie früher mit Segeln ausgestattet, werden sie heutzutage mit Dieselmotoren angetrieben. Sie galten als sehr stabil und seetüchtig in jeder Wetterlage.